# معادلة شيرر
معادلة شيرر هي معادلة تستخدم لحساب حجم الحبيبات النانوية عند معرفة زاوية السقوط وعرض القمة لإحدى قمم نمط الحيود,
 ويعطى بالعلاقة:
(τ= (K*λ)/(β*Cos(θ 
حيث:
τ/ حجم الحبيبة النانوية..  K / ثابت عديم الوحدة ويعتمد على شكل البلورة وغالبا مايكون بحدود = 0.9 ...   
β /عرض القمة عند متوسط الارتفاع.. θ / زاوية براغ. λ/ الطول الموجي (نانو متر)
المعادلة أعلاه محدودة في المقياس النانوي، فهي غير قابلة للتطبيق في حدود أكبر من (o.1 to o.2 micrometer), وهي تقيس الحد الأدنى لحجم الحبيبة، وسبب ذلك وجود الكثير من المؤثرات على عرض القمة بخلاف تأثير الجهاز وبسبب اختلاف حجم البلورات للمادة المراد دراستها.